# Cedillo de la Torre
Cedillo de la Torre ist ein Ort und eine nordspanische Gemeinde (municipio) mit 81 Einwohnern (Stand: 2024) in der Provinz Segovia in der Autonomen Gemeinschaft Kastilien-León.

## Lage und Klima
Die Gemeinde Cedillo de la Torre liegt etwa 55 km (Fahrtstrecke) nordöstlich von Segovia in einer mittleren Höhe von ca. 1020 m. Das Klima ist im Winter rau, im Sommer dagegen gemäßigt bis warm; Regen (ca. 570 mm/Jahr) fällt übers Jahr verteilt.

## Bevölkerungsentwicklung
| Jahr      | 1970 | 1981 | 1991 | 2001 | 2011 | 2021 |
| Einwohner | 291  | 185  | 164  | 123  | 125  | 90   |

## Sehenswürdigkeiten

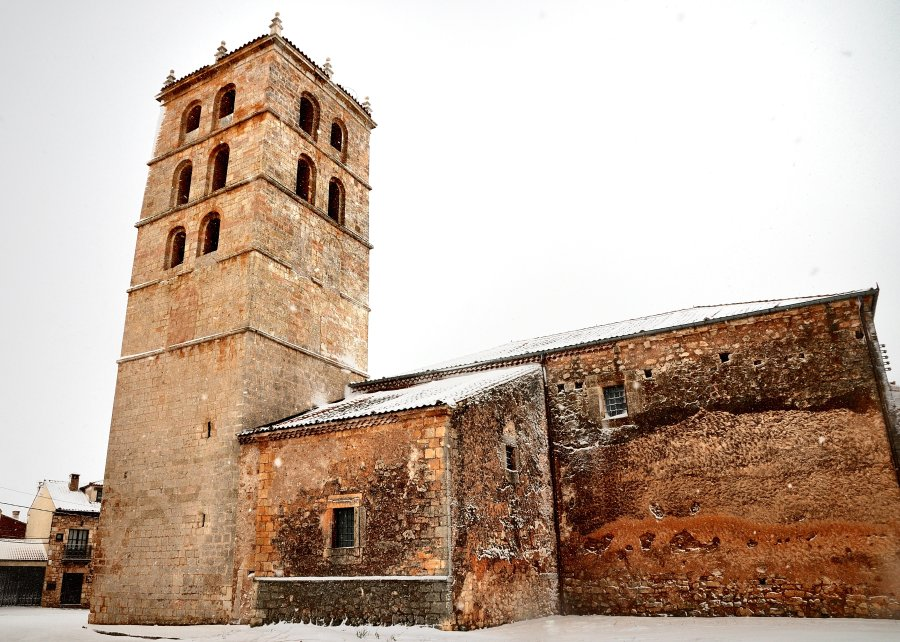
Kirche Mariä Himmelfahrt

- Kirche Mariä Himmelfahrt